# Райчев, Валентин
Валентин Райчев (болг. Валентин Райчев); род. 20 сентября 1958, София) — болгарский борец вольного стиля, чемпион Олимпийских игр, призёр чемпионатов мира и Европы, чемпион Балканских игр.

## Биография
До 11 лет занимался разными видами спорта: баскетболом, гандболом, лёгкой атлетикой и футболом. С 11 лет начал занятия борьбой в Левски Спартак. В 18 лет победил на чемпионате Балкан среди юниоров. В 1978 году был четвёртым на чемпионате Европы среди espoirs (подающих надежды) и выиграл чемпионат Балкан среди взрослых. В 1979 году победил на Балканских играх среди взрослых. 
На Летних Олимпийских играх 1980 года в Москве боролся в категории до 74 килограммов (полусредний вес). Выбывание из турнира проходило по мере накопления штрафных баллов. За чистую победу штрафные баллы не начислялись, за победу за явным преимуществом начислялось 0,5 штрафных балла, за победу по очкам 1 штрафной балл, за поражение по очкам 3 балла, поражение за явным преимуществом 3,5 балла, чистое поражение — 4 балла. Если борец набирал 6 или более штрафных баллов, он выбывал из турнира. Титул оспаривали 18 человек. Валентин Райчев победил во всех схватках, включая чистую победу на второй минуте броском через спину захватом за руку через плечо над олимпийским чемпионом Павлом Пинигиным, и стал олимпийским чемпионом — первым европейцем в этой категории за почти полвека. 
| Круг              | Соперник            | Страна                                    | Результат | Основание                | Время схватки |
| ----------------- | ------------------- | ----------------------------------------- | --------- | ------------------------ | ------------- |
| 1                 | Бартоломеус Брёцнер | Австрия                                   | Победа    | Туше (0 штрафных баллов) | 4:20          |
| 2                 | Риккардо Никколини  | Италия                                    | Победа    | Туше (0 штрафных баллов) | 7:59          |
| 3                 | Отто Штейнгрёбер    | Германская Демократическая Республика     | Победа    | 25-6 (0 штрафных баллов) |               |
| 4                 | Раджиндер Сингх     | Индия                                     | Победа    | 12-8 (1 штрафной балл)   |               |
| 5                 | Рышард Щигальский   | Польша                                    | Победа    | 9-4 (1 штрафной балл)    |               |
| 6                 | Павел Пинигин       | Союз Советских Социалистических Республик | Победа    | Туше (0 штрафных баллов) | 1:59          |
| Финал (встреча 1) | Дан Карабин         | Чехословакия                              | Победа    | 10-6                     |               |
| Финал (встреча 2) | Жамцын Даваажав     | Монголия                                  | Победа    | 6-5                      |               |

В 1980 году стал вторым на Суперчемпионате мира в Нагое, в 1981 году завоевал вторые места на чемпионатах мира и Европы. Дважды (в 1979 и 1980) выигрывал международный турнир памяти Дана Колова.
Окончил Академию спорта имени Георгия Димитрова (София, 1987). После окончания своей спортивной карьеры тренировал в клубе «Левски-Спартак» (София) и национальной сборной. Помощник тренер сборной Франции (1990-1992). В 2012 году назначен старшим тренером сборной Болгарии по вольной борьбе. 
Владелец частного бизнеса в Костинброде.